# Chemistry
« Chemistry » redirige ici. Pour les autres significations, voir Chemistry (homonymie).

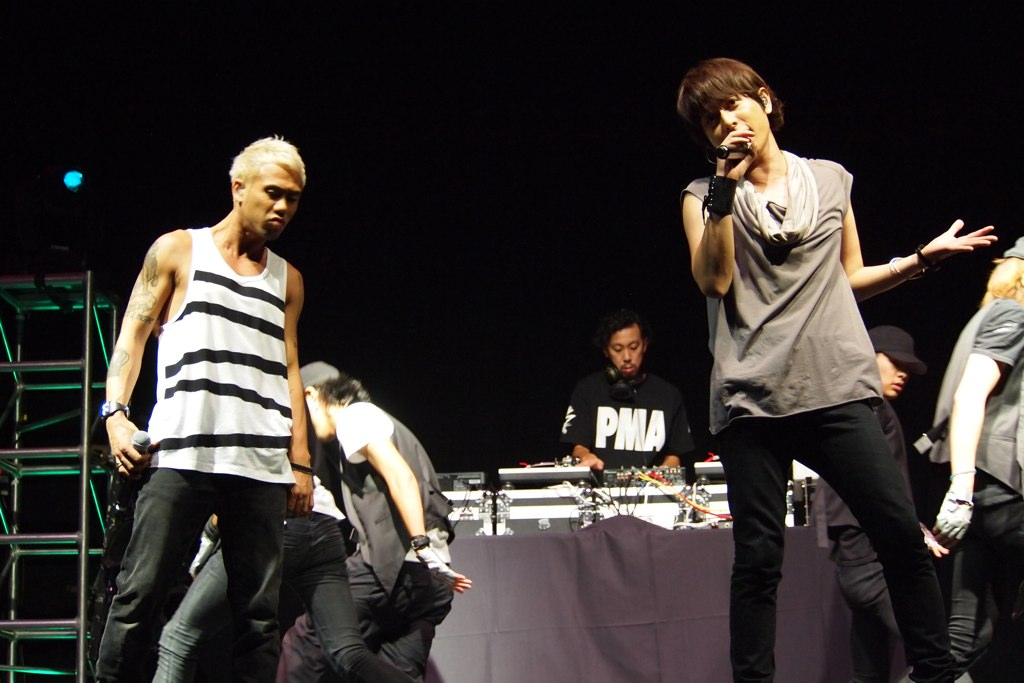
Chemistry, Otakon 2011

Chemistry est un duo masculin japonais de J-pop et de RnB, formé de Yoshikuni Dōchin (堂珍嘉邦, né le 17 novembre 1978) et Kaname Kawabata (川畑要, né le 28 janvier 1979), tous deux sélectionnés en 2000 dans le cadre de l'émission Asayan. Ils connaissent rapidement un grand succès, classant leurs premiers singles et albums à la première place des "charts" oricon. Ce duo est notamment connu en Occident grâce au single Period qui est la musique du générique de début de Fullmetal Alchemist: Brotherhood (de l'épisode 39 à 50).

## Discographie

### Albums
- The Way We Are - 2001-11-17
- Second to None - 2003-01-08
- Between the Lines - 2003-06-18
- One X One - 2004-02-18
- Hot Chemistry - 2005-01-26
- Fo(u)r - 2005-11-16
- Re:fo(u)rm - 2006-08-09
- All the Best - 2006-11-22
- Face to Face - 2008-01-30
- Winter of Love - 2008-11-19
- regeneration - 2010-02-24